# Біюк-Егет
Бію́к-Еге́т (також Бую́к-Егє́т, крим. Büyük Eget) — хребет, розташований на південно-східному узбережжі Кримського півострова, неподалік від міста Феодосія.
Назва походить з кримськотатарської мови: büyük означає «великий», а eget — «яр» або «ущелина».
Район мису Біюк-Егет має історію, яка пов'язана з античними цивілізаціями, що населяли Крим. У період середньовіччя ця територія входила до складу кількох держав, зокрема генуезьких колоній.
Найвища точка хребта має висоту 140 м над рівнем моря. 45°03′06″ пн. ш. 35°09′10″ сх. д. / 45.05173° пн. ш. 35.15275° сх. д.
Хребет повністю знаходиться на території села Журавки та міста Феодосія